# Yair
Yair (Sjeverni Awyu, Dyair, Djair, Jair), jedan od naroda iz skupine Awyu, transnovogvinejske porodice, koji žive na zapadnoj strani rijeke Digul, na istoku Irian Jaye, Indonezija.
Yairi su prvenstvno ribarski narod, a zatim i uzgajivači sagoa i lovci. Danas su pod utjecajem civilizacije, gradići Boma (aerodrom) i Kouh (zdravstvena klinika).